# PKP řada Tx26

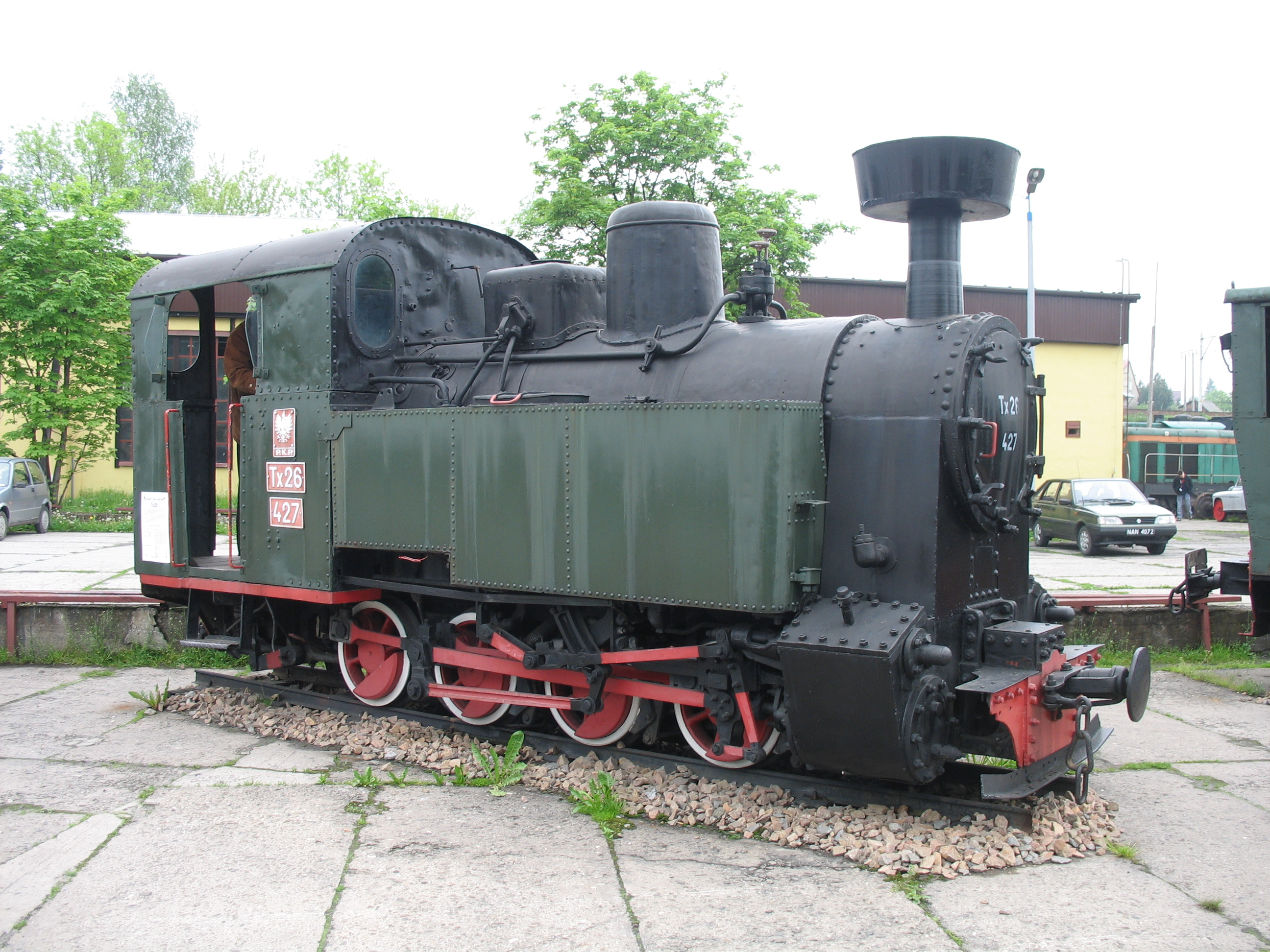
Lokomotiva Tx26-427 ve skanzenu v Chabowce

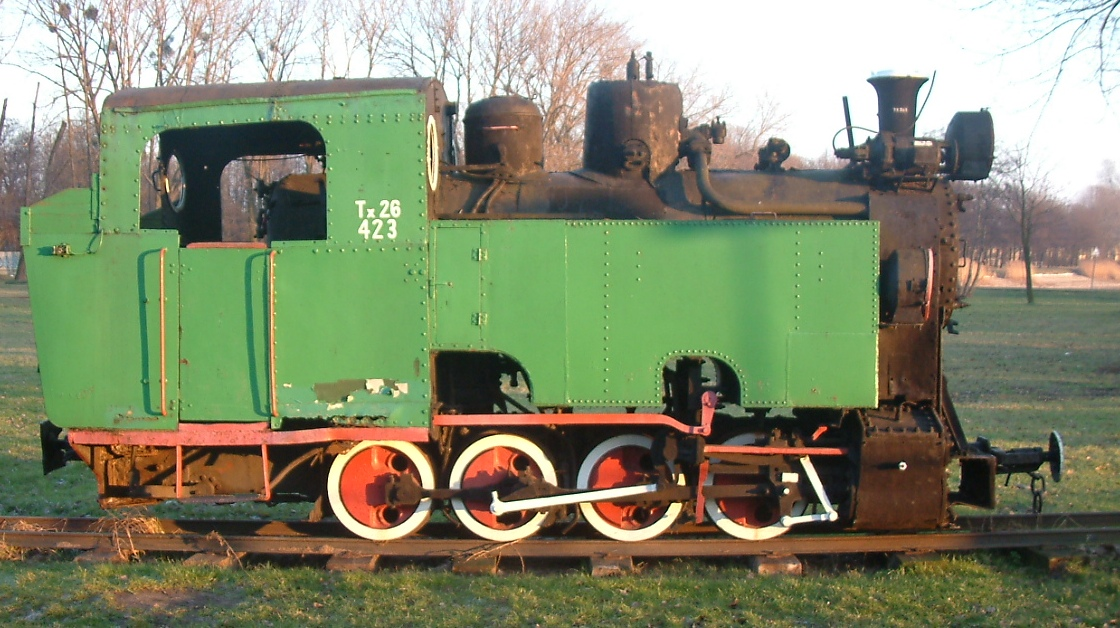
Lokomotiva Tx26-423 v Poznani

Lokomotivy řada Tx26 jsou polské parní lokomotivy určené pro úzkorozchodné dráhy o rozchodu kolejí 600 mm. Jedná se o dva různé typy W1A (6 ks vyrobených v letech 1926 až 1928) a W2A (jediný exemplář Tx26-427 z roku 1928), které byly vyráběny v továrně Fablok (polsky Pierwsza Fabryka Lokomotyw w Polsce S.A.) v Chrzanově. Společnou řadou Tx26 jsou označeny od roku 1961. Stroje mají čtyři hnané nápravy (uspořádání pojezdu D) a dosahovaly maximální rychlosti 30 km/h.
Tři lokomotivy jsou dochované, neprovozní stroj Tx26-422 se nachází v muzeu úzkorozchodné dráhy v polské Wenecji, neprovozní lokomotiva Tx26-423 stojí na vlečce parkové železnice v Poznani, neprovozní stroj Tx26-427 je ve skanzenu v Chabowce.

## Technické parametry
- provozní hmotnost: 20,4 t (W1A) / 17,7 t (W2A)
- délka: 6420 mm / 6130 mm
- výkon: 88,3 kW / 73,5 kW
- výhřevná plocha kotle: 38 m² / 31,2 m²
- plocha roštu: 0,88 m²
- maximální rychlost: 30 km/h